# Ben 10: Alien Swarm
Pour plus de détails, voir Fiche technique et Distribution.
Ben 10: Alien Swarm est un téléfilm adapté de la série animée Ben 10 : Alien Force créée par Man of Action. Dirigé par Alex Winter, il est sorti le mercredi 25 novembre 2009 aux États-Unis sur Cartoon Network, et le samedi 28 novembre 2010 en France.

## Synopsis
Viktor Validus a disparu depuis plusieurs semaines. Sa fille, Elena, déclare à Ben qu'elle l'avait perdu de vue depuis quelques années, et lui demande de l'aide pour le retrouver. Aidé de ses acolytes, Ben doit stopper la prolifération de l'«Essaim» avant qu'il ne contamine le monde. Le groupe s'engage alors dans une course contre la montre, malgré les protestations du grand-père de Ben et Gwen, Max...

## Fiche technique
- Titre : Ben 10: Alien Swarm
- Réalisation : Alex Winter
- Scénario : James Krieg d'après la série Ben 10: Alien Force
- Musique : Michael Wandmacher
- Photographie : Anghel Decca
- Montage : Scott Richter
- Production : Gideon Amir
- Société de production : Cartoon Network et Trouper Productions
- Pays :  États-Unis
- Genre : Action, aventure, science-fiction
- Durée : 69 minutes
- Dates de sortie : 
  -  États-Unis : 25 novembre 2009

## Distribution
- Ryan Kelley (VF : Alexis Tomassian) : Ben Tennyson
- Galadriel Stineman (VF : Barbara Beretta) : Gwen Tennyson
- Nathan Keyes (VF : Donald Reignoux) : Kévin Levin
- Alyssa Diaz (VF : Alexandra Garijo) : Eléna Validus
- Barry Corbin (VF : Marc Alfos) : Grand-père Max
- Herbert Siguënza (VF : Thierry Desroses) : Victor Validus
- Brian Beegle (VF : Fabrice Trojani) : Genaro
- Patrick Cox (VF : Michel Vigné) : Ed
- Eric Mendenhall (VF : Maël Davan-Soulas) : Fitz
- Jeremy DeCarlos (VF : Emmanuel Garijo) : Helio
- ??? (VF : Thierry Murzeau) : le voyou barbu
- Dee Bradley Baker (VF : Michel Vigné) : voix de Glacial, voix de Enormosaure (VF : Thierry Murzeau)
- Alex Winter (VF : Marc Perez) : voix de Nanomech
- Wendy Cutler (VF : Céline Monsarrat) : voix de la Reine des Nanochips
- Joyce Kurtz (VF : Céline Monsarrat) : ordinateur